# الحرب العثمانية الصفوية (1730-1736)
كانت الحرب العثمانية الصفوية من 1730-1735 صراع قصير بين قوات الدولة العثمانية والدولة الصفوية بقيادة نادر شاه (طهماسب قولي تعني خادم الشاه)، وهو قائد عسكري ثم بعد ذلك عزل الشاه الصفوي ونصب نفسه كشاه جديد مؤسسا الدولة الأفشارية، نتيجة الحرب، أعادت السيطرة الفارسية على ما يقرب جميع أراضي القوقاز كما قام بأخراج القوات العثمانية من إيران.
حملات الحرب:
1. حملة غرب إيران بقيادة نادر الافشاري 1730 ناجحة لاستعادة مدن غرب إيران.
2. حملة القوقاز بقيادة الشاه طهماسب الثاني 1731 خسارة مكتسبات نادر وتوقيع معاهدة احمد باشا.
3. حملة العراق بقيادة نادر الافشاري حصار بغداد، معركة سامراء، معركة اغا دربند 1733 , انتصار نادر شاه بدون ضم أراضي.
4. حملة القوقاز بقيادة نادر (الوصي على الشاه الصغير عباس الثالث) محاصرة المدن وانتصار ساحق في بقاورد 1735 وتوقيع معاهدة القسطنطينية 1736 وضم القوقاز.

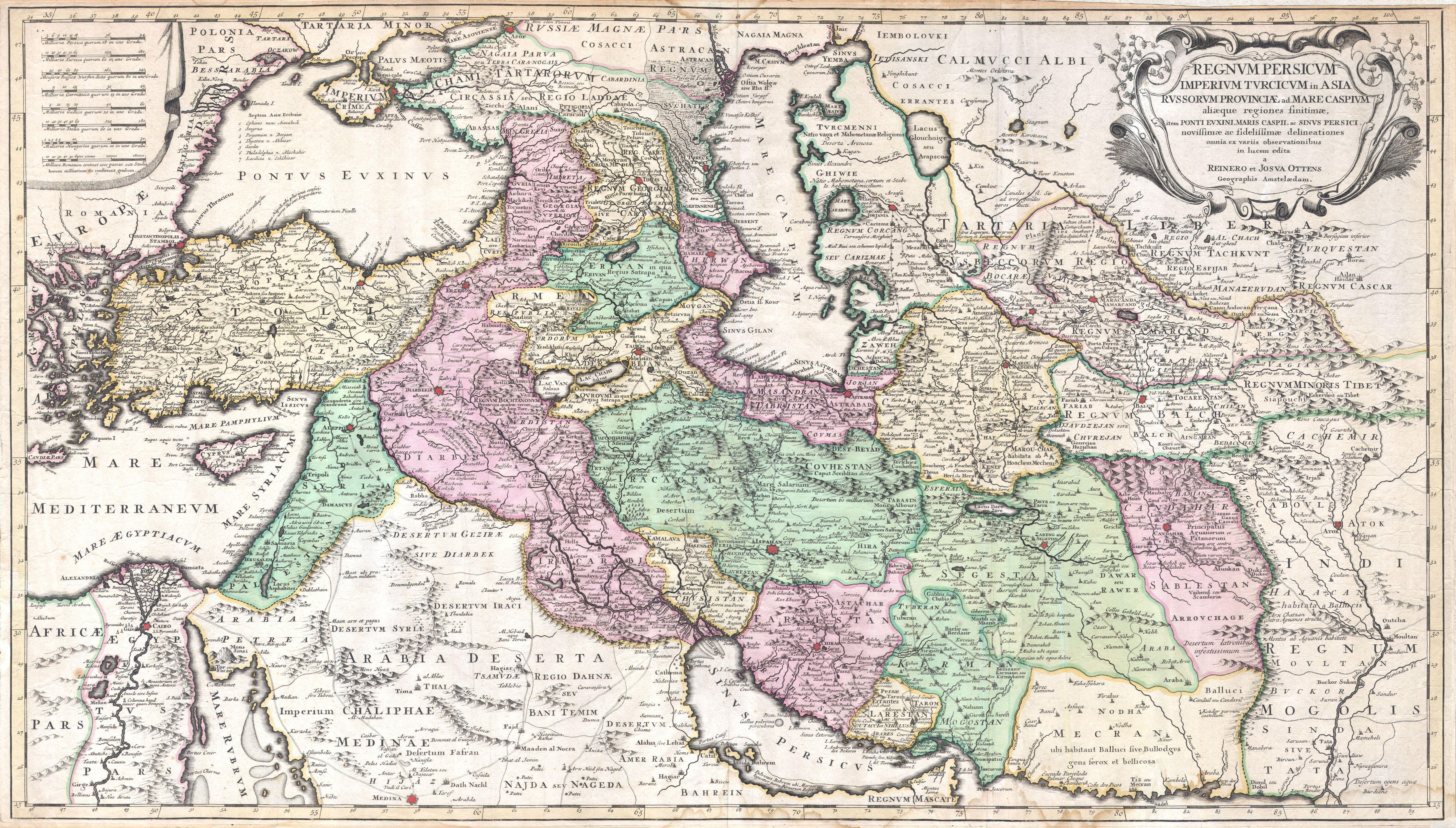
خريطة الدولة العثمانية والدولة الصفوية في القرن الثامن عشر

## المرحلة الأولى (1730-1732)
في ربيع عام 1730، هاجم نادر العثمانيين واستعاد معظم الأراضي في غرب إيران التي فقدت خلال الفوضى مؤخرا. في نفس الوقت، تمرد الأفغان بقيادة العبدلي وحاصروا مشهد، مما اضطر نادر لتعليق حملته وإنقاذ شقيقه إبراهيم. استغرق الأمر أربعة عشر شهرا لهزيمة الأفغان بقيادة العبدلي.
العلاقة بين شاه طهماسب الثاني ونادر (الذي تلقب بخادم طهماسب في البداية بالفارسية طهماسب قولي) انخفضت حيث شعر بالغيرة من النجاحات العسكرية لنادر قائده العام. بينما كان غائبا نادر في الشرق، حاول طهماسب تأكيد نفسه من خلال إطلاق حملة متهورة لاستعادة القوقاز سنة 1731. انتهى به المطاف إلى فقدان كل مكاسب نادر الأخيرة للعثمانيين، وقعت معاهدة التنازل عن القوقاز في مقابل أسترجاع تبريز وغرب إيران (معاهدة أحمد باشا 1732). رأى نادر أن الوقت قد حان لتنحية طهماسب من السلطة. رفض المعاهدة، وحشد الدعم الشعبي للحرب ضد العثمانيين. في أصفهان، وجعل نادر طهماسب في حالة سكر ثم أظهره أمام الحاشية فسالهم إذا كان هذا رجل يصلح للحكم. سنة 1732 أجبر طهماسب الثاني على التنازل عن العرش لصالح ابنه الرضيع الشاه عباس الثالث، الذي أصبح نادر وصيا عليه.

## المرحلة الثانية (1733-1736)
قرر نادر انه يمكن استعادة الأراضي في أرمينيا وجورجيا عن طريق الاستيلاء على بغداد العثمانية ومن ثم عرضها مقابل المحافظات المفقودة، فحاصر بغداد لمدة سبعة شهور كانت كارثية للناس بموت ستين الف نسمة من أهل بغداد ولم يرفع الحصار إلى بعد مجيء تعزيزات، ولكن ذهبت خطته سدى عندما خسر أمام العثمانيين بقيادة توبال عثمان باشا في معركة سامراء بالقرب من مدينة سامراء في عام 1733 , قرر نادر انه يحتاج إلى استعادة زمام المبادرة في أقرب وقت ممكن لإنقاذ منصبه بسبب الثورات الداخلية في بلاد فارس. فواجه توبال مرة أخرى مع قوة أكبر وهزمه وقتله في معركة اغا دربند قرب كركوك 1733 ثم حاصر بغداد مرة أخرى ولكن تركها بسبب ثورات في جنوب فارس، في عام 1735 أطلق حملة القوقاز فحصر مدن عدة كغنجة في المحافظات الشمالية، إلى ان استطاع توجيه ضربة قاصمة على قوة متفوقة عثمانية في معركة بقاورد في أرمينيا منتصف 1735 وكسب تحالف الروس ضد العثمانيين وبحلول صيف عام 1735، كانت أرمينيا وجورجيا تحت سيطرة الفارس مرة أخرى وأجبرت الدولة العثمانية على توقيع معاهدة القسطنطينية (1736) فأنتهت الحرب.
في آذار 1735، وقع معاهدة غنجة مع الروس التي وافق الروس على سحب جميع قواتهم من الأراضي الصفوية السابقة كما شكلوا معا حلفا مشترك ضد الدولة العثمانية.

## بعد الحرب
نادر شاه سيطر على الإمبراطورية الفارسية لجعلها قاعدة السلطة، وغزى الهند عدة مرات. هو والدولة العثمانية خاض حرب أخرى بعد بضع سنوات، الحرب العثمانية الأفشارية (1743-1746)، والتي انتهت إلى طريق مسدود. ومع ذلك بعد وفاته، هاجم العثمانيون الأراضي التي أستولى عليها، في معظم الأحيان القوقاز، التي أستخدموها كقاعدة لشن الحرب ضد الإمبراطورية الروسية.